# Automóvel desportivo
Automóvel desportivo (português europeu) ou automóvel esportivo (português brasileiro) (em inglês: Sports car), ou mais popularmente no Brasil carro esportivo, é geralmente um automóvel pequeno, de dois lugares e duas portas, desenhado para resposta rápida, fácil maneabilidade, e condução de alta velocidade.

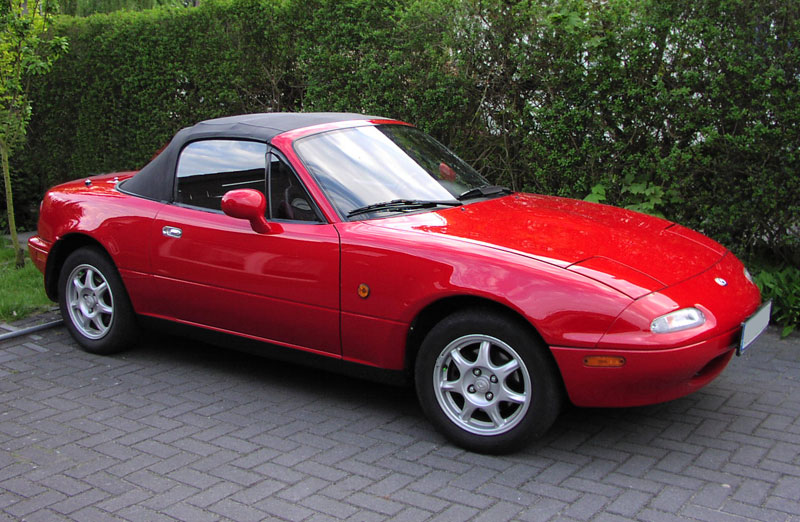
Um Mazda MX-5, o carro esportivo mais vendido do mundo em 2015.

De acordo com o dicionário Merriam-Webster, o primeiro uso conhecido do termo carro esportivo ocorreu em 1928.
Carros esporte podem ser simples ou luxuosos, mas as características de grande manobrabilidade e baixo peso são requisitos essenciais.
Eles podem ser equipados para corridas, "especialmente na parte aerodinâmica fazendo dele um carro de um ou dois lugares com baixo centro de gravidade e sistema de direção e suspensão projetadas para controle preciso em altas velocidades".

## História inicial

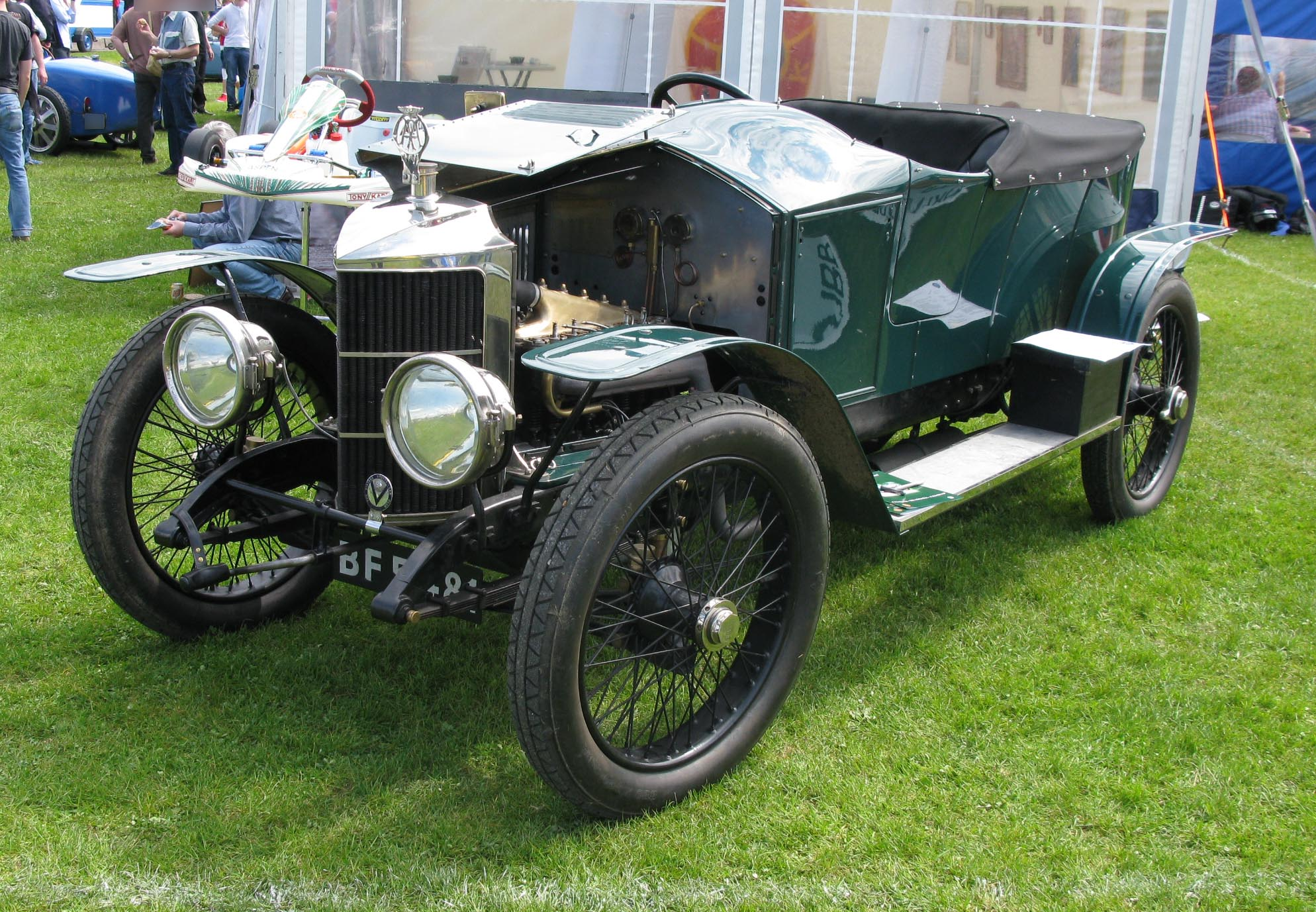
Um Vauxhall Prince Henry de 3 litros.

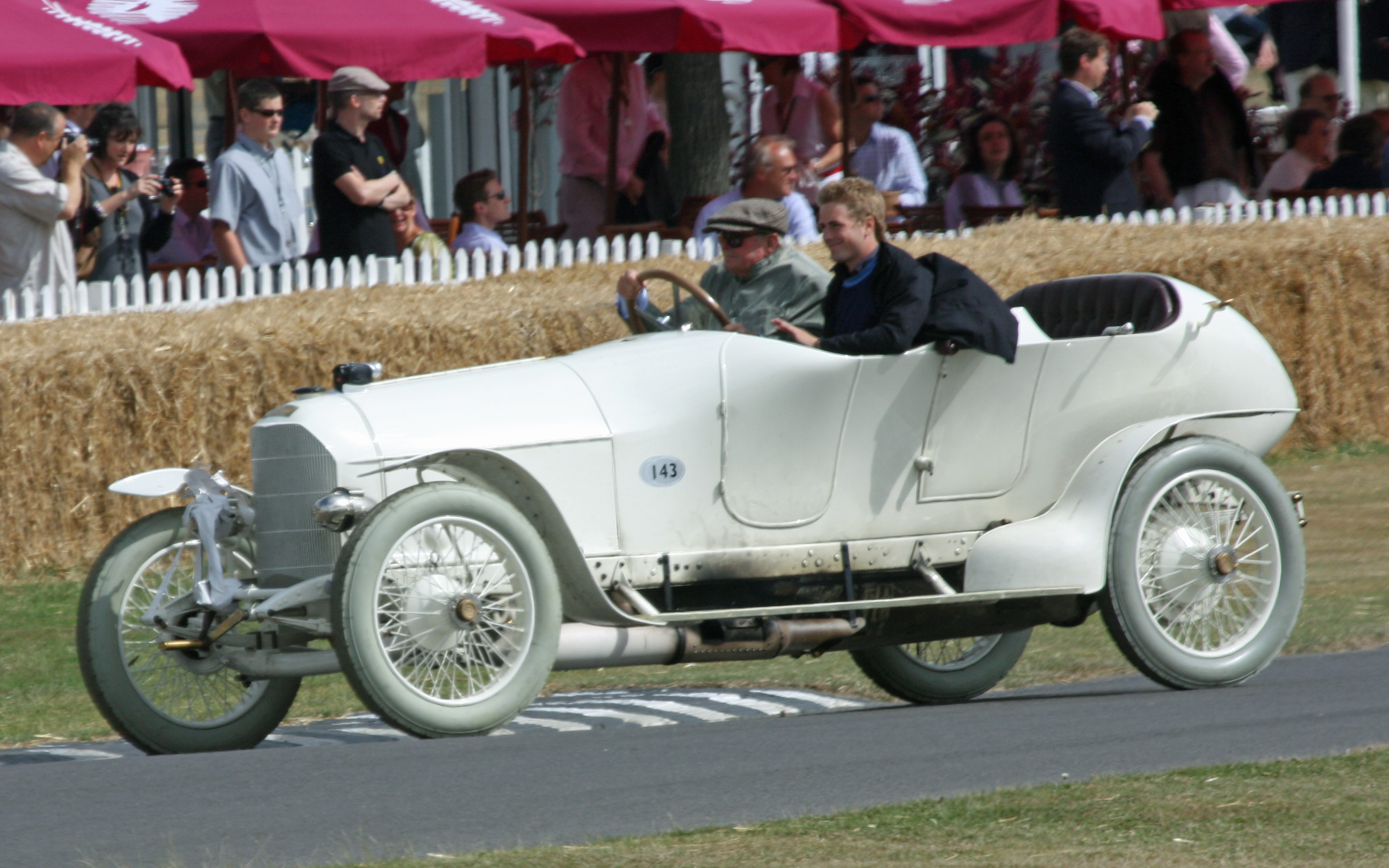
Um Austro-Daimler de 5,7 litros.

A definição de um carro esportivo não é muito precisa, mas desde os primeiros automóveis, "as pessoas encontravam meios para que eles andassem mais rápido, contornassem melhor as curvas e parecessem mais bonitos" que os modelos "normais de produção", criando uma relação emocional com o veículo que era mais divertido de guiar.
A base dos carros esportivos foi esboçada no início do século XX com os carros de turismo e os roadsters. Eles correram nos primeiros ralis, como: o Herkomer Cup, o Prinz Heinrich Fahrt e o Rali de Monte Carlo.
O termo carro esportivo só foi utilizado depois da Primeira Guerra Mundial, e os primeiros carros esporte são considerados como tendo sido: o Vauxhall Prince Henry, um 3 litros de 1910 de 20 hp e o Austro-Daimler 27/80PS projetado por Ferdinand Porsche.
A estes, logo depois se juntaram: o francês DFP, que se tornou um carro esportivo depois da otimização feita por Horace Millner (H.M.) e Walter Owen Bentley (W.O.), e também o Rolls-Royce Silver Ghost. Nos Estados Unidos, onde esse tipo de automóvel era chamado de roadster, speedster, runabout, ou raceabout, existiam os modelos menores: Apperson, Kissel, Marion, Midland, National, Overland, Stoddard-Dayton, e Thomas; além dos maiores: Chadwick, Mercer, Stutz, e Simplex.
Em 1921, a Ballot apresentou seu modelo "2LS", com um notável motor DOHC de 2 litros e 75 hp, projetado por Ernest Henry, ex-responsável pelo programa Grand Prix da Peugeot, com velocidade máxima de 150 km/h, cem deles foram construídos em quatro anos. A ele se seguiram os modelos SOHC 2LT e 2LTS. Ainda no ano de 1921, Benz construiu um modelo 28/95 PS supercomprimido para a XII Coppa Florio, na qual Max Sailer chegou em segundo e estabeleceu a volta mais rápida com 1h47'06" e 60,504 km/h.
Em 1924, a Simson apresentou um modelo projetado por Paul Henze, o Simson Supra Type S, um 2 litros DOHC em duas versões: a tourer mais longa que chegava a 120 km/h e a sporter, mais curta e com dois carburadores que chegava a 115 km/h. Apenas trinta foram vendidos, contra cerca de trezentos do modelo SOHC e os 750 do modelo OHV Tipo R. A Duerkopp também apresentou um modelo 2 litros com motor Zoller-blown em 1924.
O ano de 1925, foi pouco produtivo para carros esportivos. Como os carros de quatro lugares eram mais lucrativos, os de dois lugares ficavam cada vez mais a cargo dos fabricantes especializados, como a Alvis, a Aston Martin e a Frazer-Nash, todas com baixo orçamento, seguidores fanáticos e vendas limitadas (fenômeno que ocorre até os dias de hoje com a Aston e a Morgan). No período entre 1921 e 1939, 350 Astons foram construídos; e 323 Frazer-Nashes entre 1924 e 1939.
Já no final da década de 1920, a AC Cars produziu um seis cilindros de 2 litros, a Nazzaro tinha um modelo de três válvulas OHC (até 1922), enquanto os fabricantes franceses: Amilcar, Bignan e Samson, além da franco-espanhola Hispano-Suiza, tinham os típicos esportivos pequenos de quatro cilindros, enquanto a Delage, a Hotchkiss e a Chenard-Walcker, os grandes "tourers". A Benz, apresentou os potentes SS e SSK, e a Alfa Romeo, o modelo 6C projetado por Vittorio Jano.
Duas empresas se solidificaram na produção de carros esportivos nesse período: a Austin com o modelo "Seven" e a Morris Garages (MG) com o modelo Midget. O "Seven" foi rapidamente "incrementado" (como viria a acontecer com o "Fusca" anos mais tarde), por várias outras companhias, como a Bassett e a Dingle (Hammersmith, Londres); em 1928, um motor Cozette blower foi adaptado ao Seven Super Sports, enquanto Cecil Kimber adaptou um motor Minor de 847 cc, e vendeu mais Midgets no primeiro ano do que toda a produção da MG até então.
- Um NW Rennzweier (The Double Racer) de 1900.
- Um Mercer Type 35 Raceabout de 1913.
- Um Aston Martin Ulster de 1934.

## Disposição

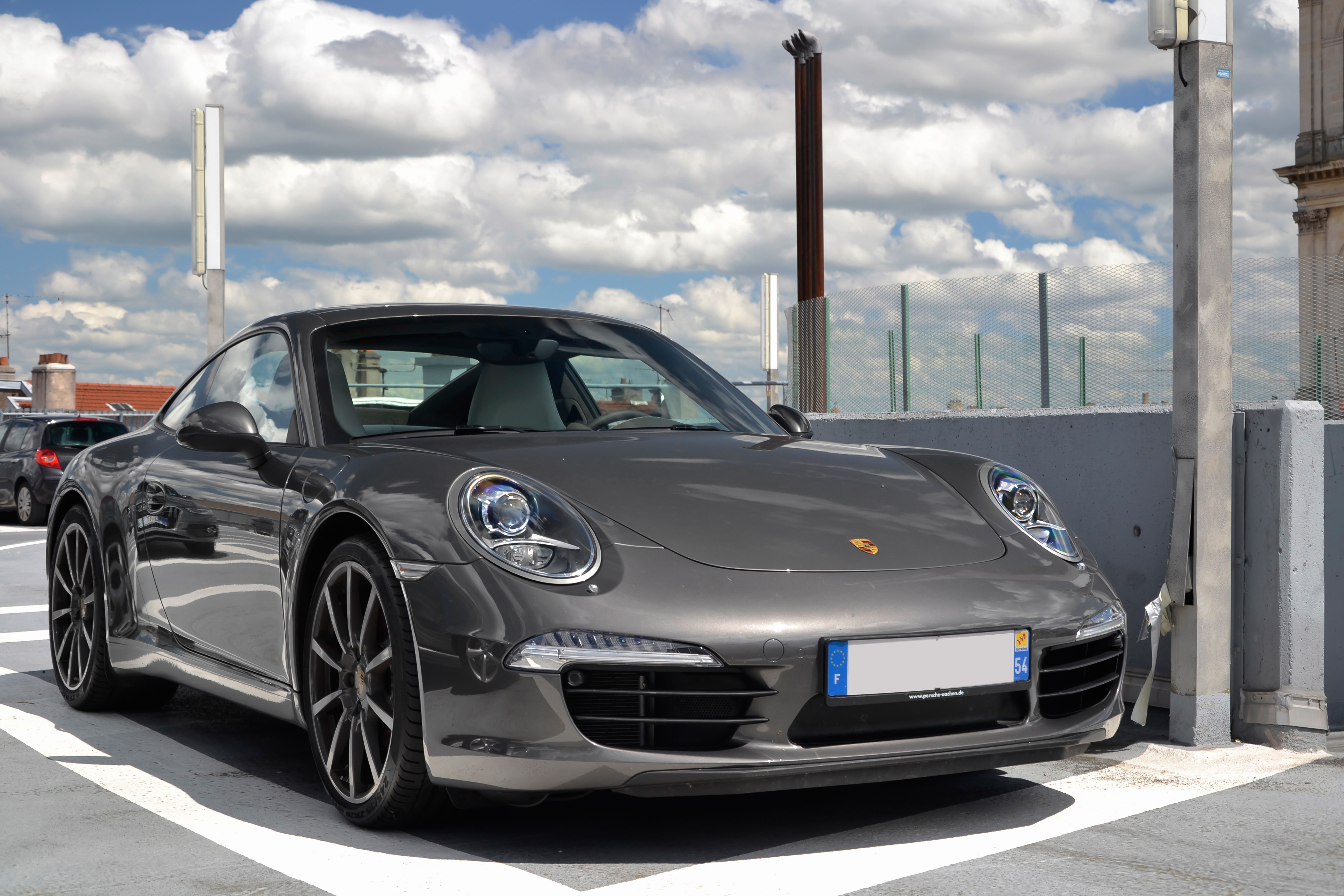
O carro esporte: Porsche 911.

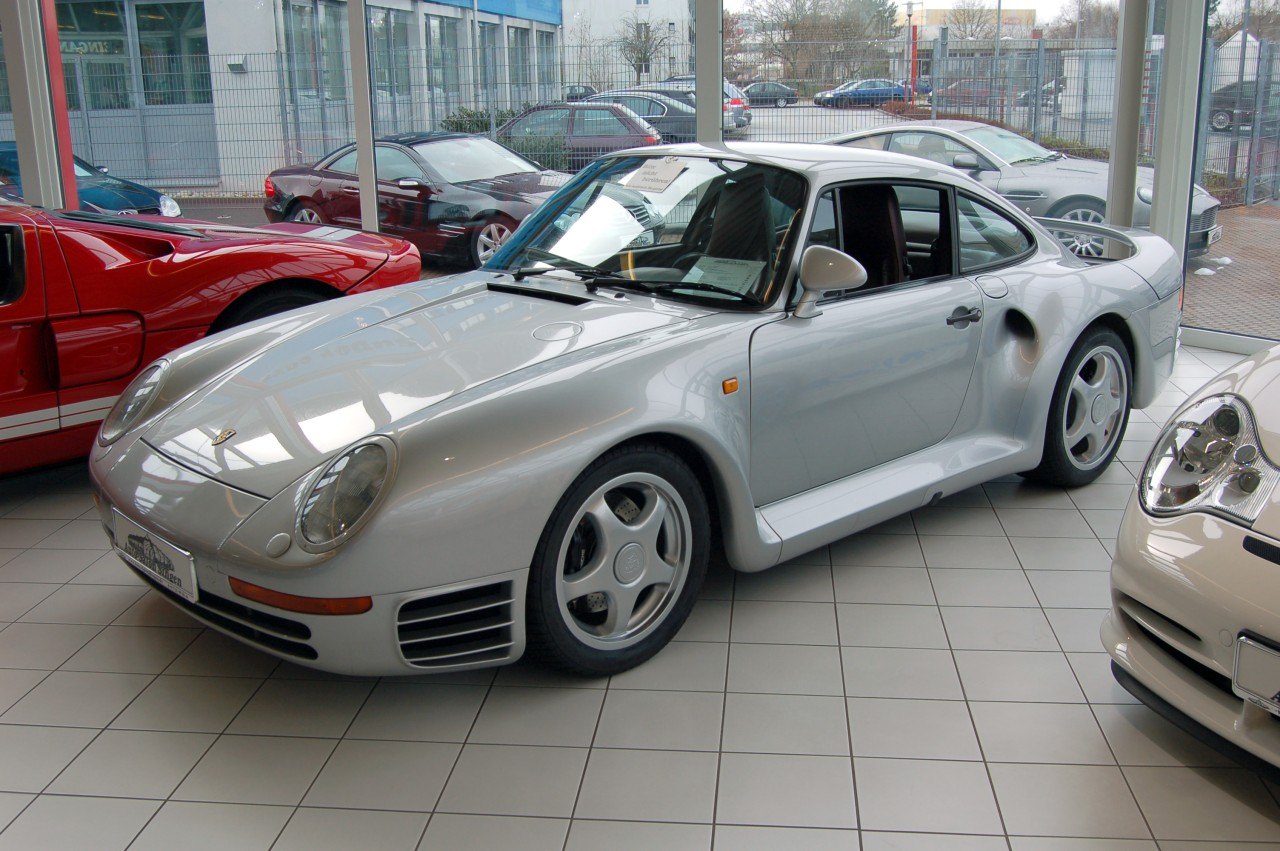
Um carro esporte Porsche 959, com motor traseiro e tração nas quatro rodas.

O tipo de tração e a disposição do motor influenciam significativamente as características de controle de um automóvel, e são de importância crucial no projeto de um carro esportivo.
Diferente dos carros de produção em série mais comuns, cuja configuração mais utilizada hoje em dia é a de motor e tração na dianteira, a disposição mais comum nos modelos esportivos é a de motor na dianteira e tração na traseira (FR) desde quando eles surgiram, até os dias de hoje. Exemplos incluem o Caterham 7, o Mazda MX-5, e o Chevrolet Corvette. Mais especificamente, muitos carros esportivos usam a disposição FMR, sendo o "M" de "midle", ou seja: o motor fica na frente mas entre o eixo dianteiro e o painel corta-fogo.
Na busca de um melhor controle e balanceamento de peso, outras disposições podem ser usadas. A disposição RMR por exemplo, com motor na traseira (a frente do eixo traseiro) e tração traseira, só é de uso comum em carros esporte, e nessa disposição, o motor é montado próximo e logo atrás do condutor, sendo a tração aplicada apenas nas rodas traseiras, Alguns fabricantes de carros esporte de alta performance, como Ferrari e Lamborghini tem preferido essa disposição.
A Porsche é um dos poucos fabricantes a usar a disposição RR, com o motor pouco atrás do eixo traseiro e tração nas rodas traseiras. A distribuição do peso do motor através das rodas num Porsche 911 por exemplo, proporciona uma tração excelente, mas com o peso concentrado na traseira, esses carros tem a tendência de "sair de traseira" nas curvas. A Porsche tem melhorado o projeto de forma contínua (em termos de distribuição de peso, estrutura da suspensão, largura dos pneus e aerodinâmica) e nos anos recentes incluiu controles eletrônicos de tração e de direção para diminuir os efeitos dessa característica.
A disposição com motor e tração frontais (FF) á a utilizada na maior parte dos carros atuais, e no caso dos esportivos, nos esporte compactos e hot hatches, não é comum nos carros esporte. Essa disposição é vantajosa para carros esporte pequenos, leves e de baixa potência, evitando o peso extra, a perda de potência e os eventuais problemas dos componentes de um sistema de transmissão para a traseira. No entanto, o peso concentrado na dianteira faz com que os carros com essa disposição tenham a tendência de "sair de frente" nas curvas, característica que a maioria dos pilotos não deseja. Exemplos de carros esporte com essa disposição são: a Fiat Barchetta, o Saab Sonett e os carros da Berkeley Cars.
Antes dos anos 80, poucos carros esportivos usavam tração nas quatro rodas, que normalmente envolvia um aumento de peso considerável. Apesar de não ser um carro esporte, o Audi Quattro provou o seu valor em ralis. Com a melhoria da tração, principalmente em condições climáticas adversas, o uso de tração nas quatro rodas se tornou mais comum em carros esportivos de maior potência, como os da Porsche e da Lamborghini, e o Bugatti Veyron.
- Um Fiat Barchetta, esportivo com disposição FF.
- Um Lotus Super 7, esportivo com disposição FMR.
- Um Honda NSX, esportivo com disposição RMR.
- Um Lamborghini Aventador, com disposição M4 (motor central e tração nas quatro rodas).
- Um Alpine A110, esportivo com disposição RR.

## Assentos

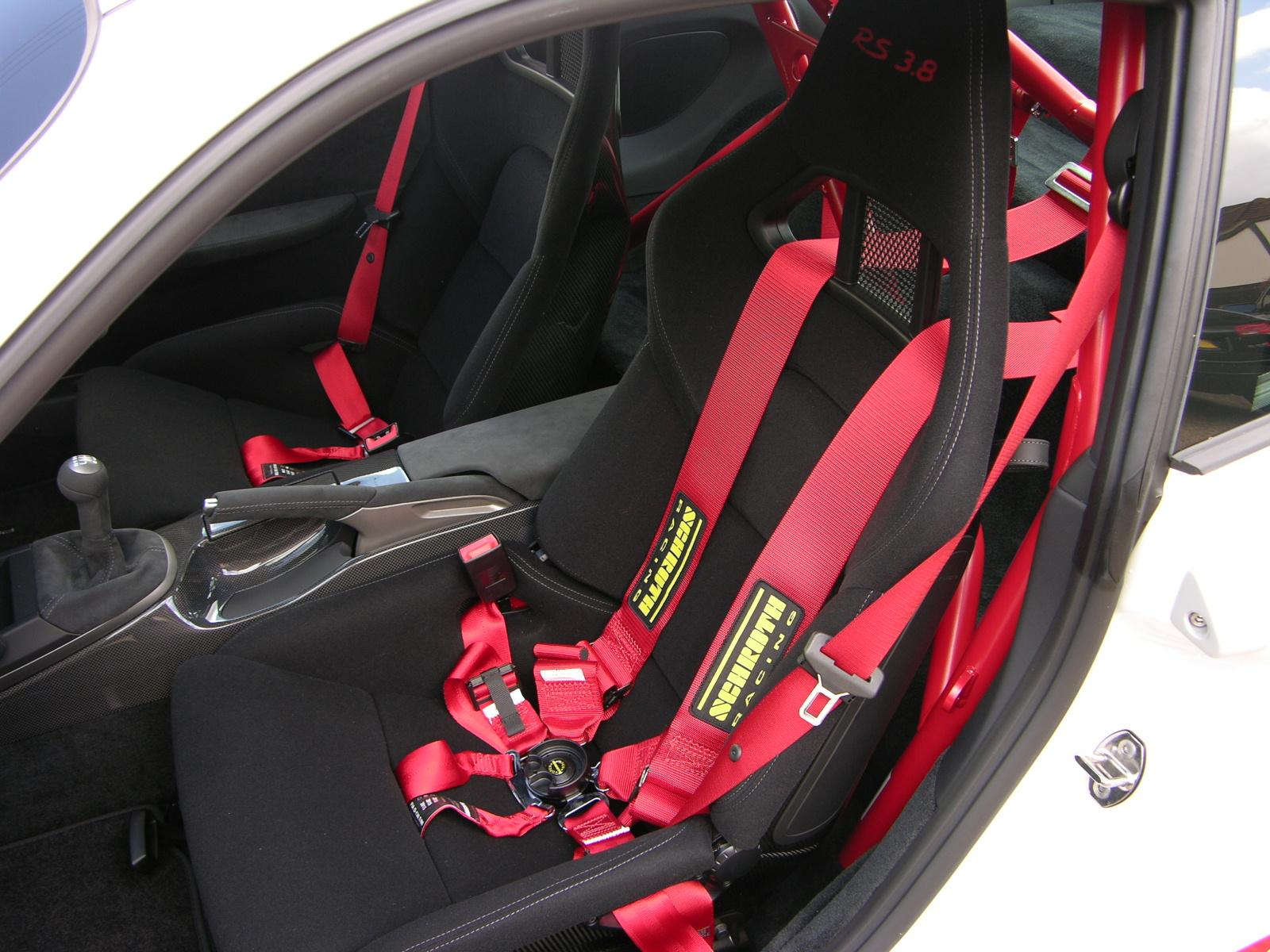
Um assento "em concha" combinado com cinto de segurança de seis pontos num Porsche GT3 RS.

Alguns carros esporte possuem pequenos bancos traseiros que servem apenas para bagagem ou crianças pequenas. Esse tipo de configuração é conhecido como: 2+2 (dois assentos "normais" + dois assentos "ocasionais"). O arranjo típico dos carros esporte é de apenas dois lugares.
Ao longo dos anos, alguns fabricantes de carros esporte tentaram aumentar o uso prático desses veículos aumentando o espaço para os assentos. Um método é colocar o assento do motorista no centro do carro, permitindo mais dois assentos "normais" de cada lado e um pouco atrás do motorista. Esse arranjo foi originalmente considerado para o Lamborghini Miura, mas foi abandonado devido à dificuldade para o motorista entrar e sair do veículo. A McLaren usou esse arranjo no seu modelo F1.
Uma outra fabricante britânica, a TVR, tentou uma outra alternativa no seu modelo Cerbera. O interior foi projetado de tal forma que o painel do lado do passageiro da frente deslizasse para a frente, o que permitia que ele se sentasse mais à frente do motorista. Isso dava espaço suficiente no banco de trás para acomodar três adultos e uma criança. Esse arranjo foi denominado pela empresa como: 3+1. Alguns carros esporte da Matra tinham três assentos lado a lado.

## Terminologia

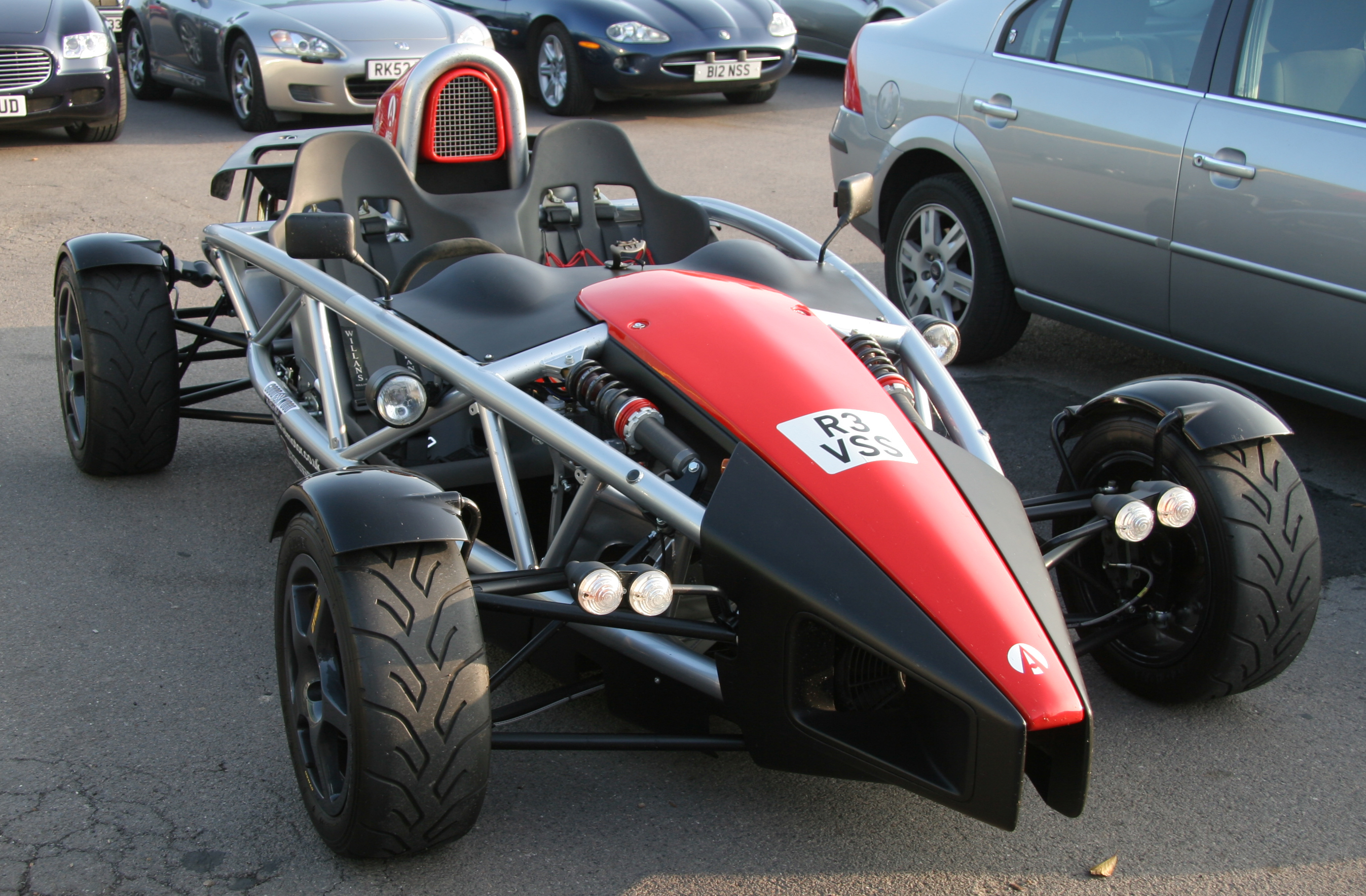
Um Ariel Atom, exemplo de um carro esporte aberto com rodas externas.

Um carro pode ser um veículo com características esportivas sem ser um carro esporte. Modificações de aumento de performance em carros de produção, tais como: esporte compacto, esporte sedan, hot hatches e outros assemelhados, geralmente não são considerados carros esporte apesar de compartilhar algumas características destes. Eles são chamados de "carros esporte" a título de marketing ou por motivos promocionais. Carros de alta performance de várias configurações são referidos como Esporte Protótipo, Esporte GT ou Esporte de alta performance.